# Knautia velutina
Knautia velutina är en tvåhjärtbladig växtart som beskrevs av John Isaac Briquet. Knautia velutina ingår i släktet åkerväddar, och familjen Dipsacaceae. Inga underarter finns listade i Catalogue of Life.